# ト (스테가나)
ㇳ;는 코가키 가타카나 ト이며 아이누어에 사용되는 가나의 하나이다. 근대 이후에 사용되게 된 문자이지만 오늘날에 있어서는 코가키 가타카나인 ッ가 사용되는 일이 많기 때문에 일반적인 표기 방법이 아니다. 보통은 일본어에서는 사용되지 않는다.
앞의 음과 짝을 지어서 1모라를 형성한다. ‘ト’의 발음과 다르며 ト를 발음할지 안할지(내파음) 정도의 숨이 새는 경우에 사용되며 음절 마지막인 ‘t’의 발음이 된다. 아이누어의 경우에는 ‘개음절의 음절 끝 자음 T’가 된다。
영어의 ‘let’의 끝 부분의 발음에 가까운 발음이다.

## ㇳ에 관한 여러 사항
- 아이누어에 대응하는 목적으로 JIS X 0213에 추가된 가나의 하나이다.
- 각본의 동작 및 행동 지시를 나타내는 ト書き를 할 때 처음의 ト로 ㇳ이 사용되기도 한다.

## 같이 보기
- と
- 아이누어